# Zygmunt Horyd

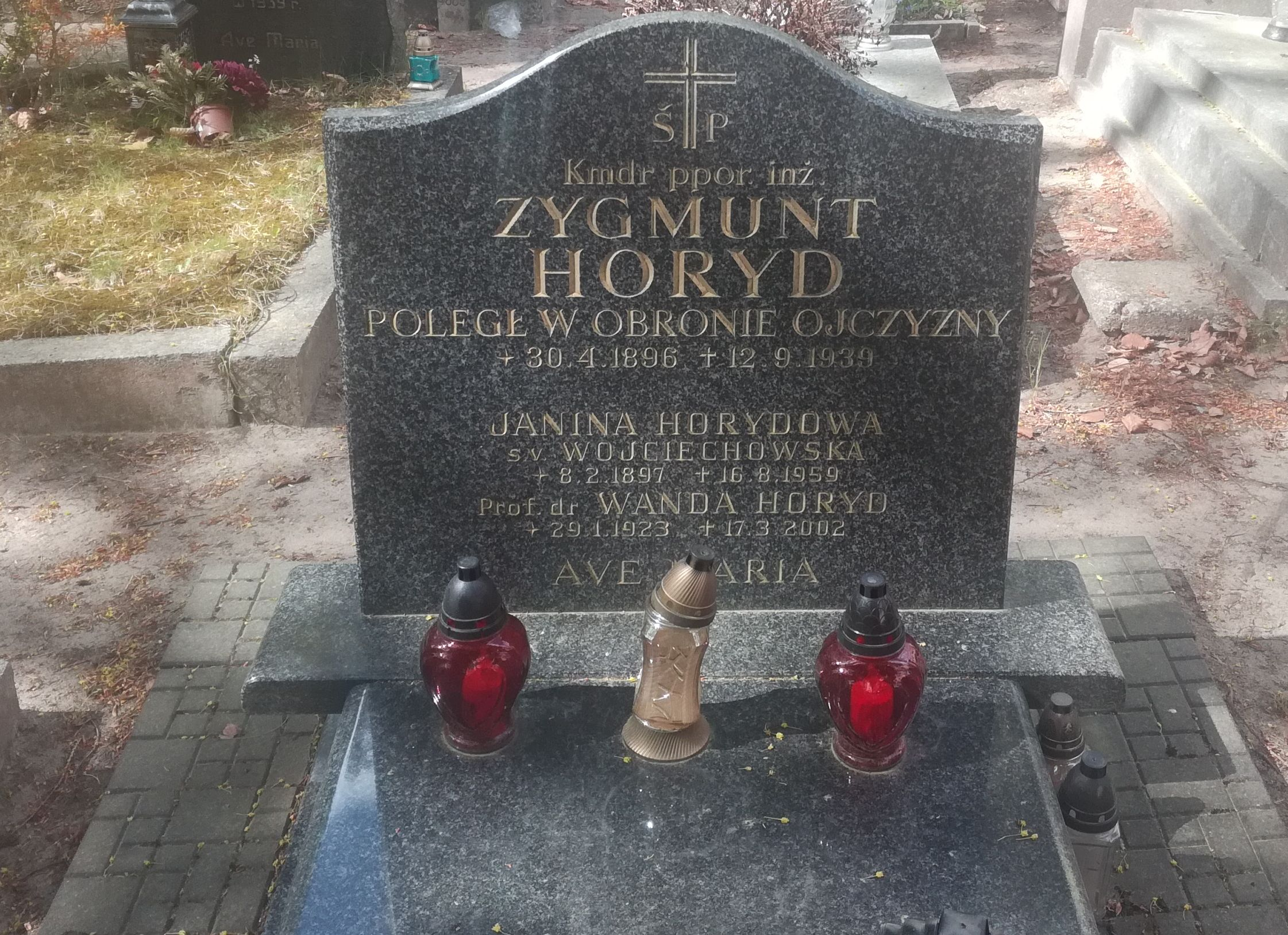
Grób komandora podporucznika Zygmunta Horyda na cmentarzu Witomińskim

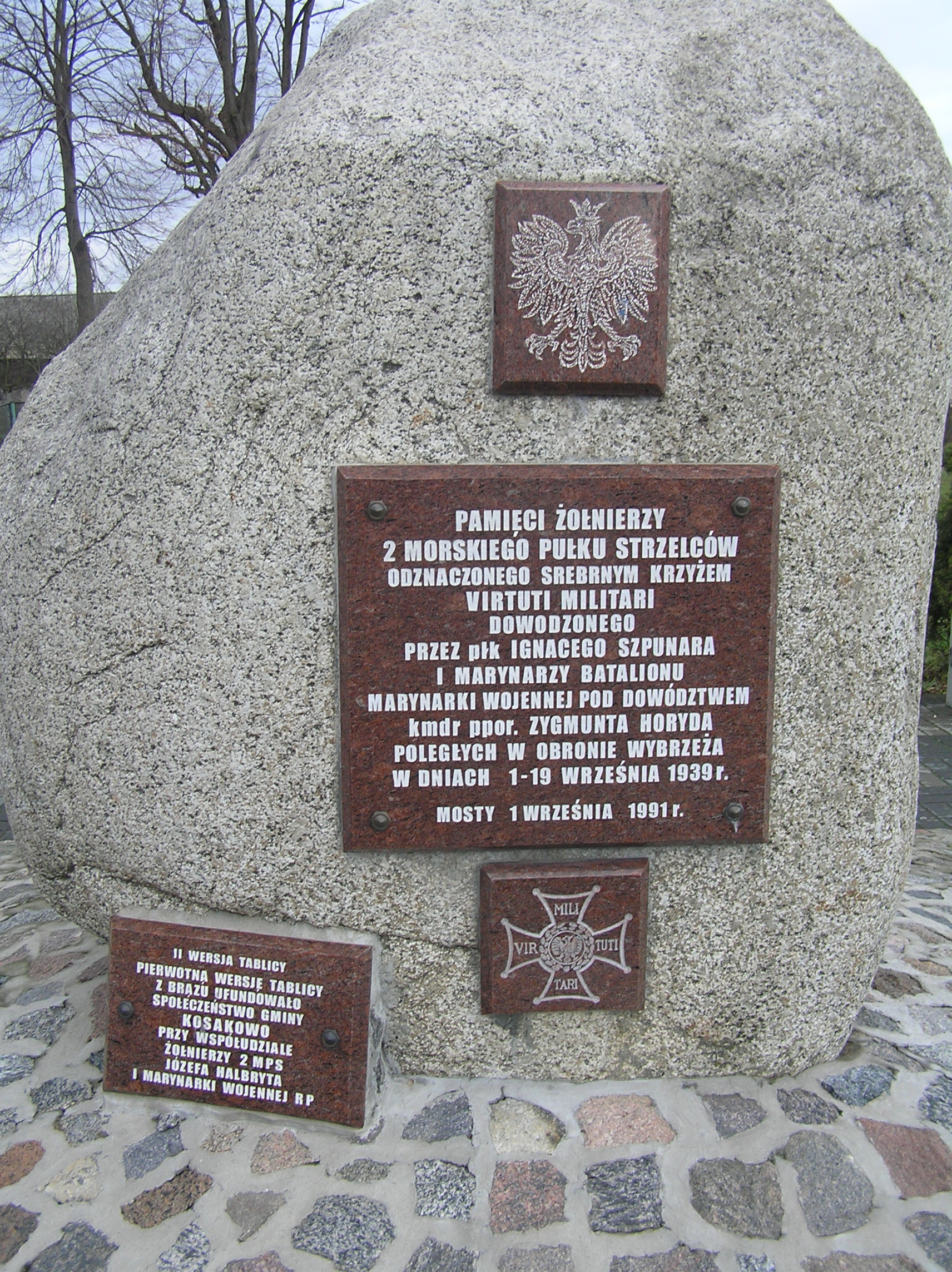
Pomnik pamięci żołnierzy 2 Morskiego Pułku Strzelców oraz batalionu marynarzy w Mostach.

Zygmunt Horyd (ur. 30 kwietnia 1896 w Warszawie, zm. 12 września 1939 w Mostach) – polski wojskowy i inżynier budownictwa wodnego, komandor podporucznik. Był oficerem piechoty i morskim oficerem technicznym. Brał udział w I wojnie światowej i wojnie polsko-bolszewickiej. Poległ podczas kampanii wrześniowej, będąc dowódcą batalionu marynarzy. Kawaler Orderu Virtuti Militari oraz Orderu Krzyża Grunwaldu.

## Służba wojskowa
Urodził się 30 kwietnia 1896 roku w Warszawie, w rodzinie Leona (zm. 1929) i Anastazji z domu Karl. Był młodszym bratem Władysława ps. „Przerwic” (1892–1937), komendanta Okręgu III POW w Siedlcach, oficera 22 pułku piechoty i Stanisławy ps. „Myszka” (1894–1975) zamężnej z Edwardem Dryll, odznaczonej Medalem Niepodległości.
Zygmunt Horyd od listopada 1914 roku do marca 1916 roku służył w Polskiej Organizacji Wojskowej. W tym okresie ukończył Szkołę Podchorążych. Następnie wstąpił do Legionów Polskich i w szeregach 5 pułku piechoty Legionów Polskich brał udział w bitwie pod Kostiuchnówką w lipcu 1916 roku. Podczas starć został ranny i wzięty do niewoli rosyjskiej, z której uciekł i przez Szwecję przedostał się do Polski. 1 lipca 1917 roku wcielono go do 1 pułku artylerii Legionów Polskich. Awansował na porucznika piechoty ze starszeństwem z dniem 1 czerwca 1919 roku oraz odbył przeszkolenie w Szkole Podchorążych Piechoty. W trakcie wojny polsko-bolszewickiej walczył podobnie jak brat w 22 pułku piechoty.
1 października 1921 roku rozpoczął studia na Wydziale Inżynierii Wodnej Uniwersytetu Warszawskiego, które ukończył 9 lutego 1926 roku. W 1924 roku przeniesiono go od Korpusu Morskich Oficerów Technicznych w Marynarce Wojennej i skierowano do Komendy Portu Wojennego Modlin, gdzie został oficerem w Warsztatach Portowych. 3 maja 1926 został mianowany kapitanem ze starszeństwem z dniem 1 lipca 1925 i 2. lokatą w korpusie technicznym. Od 1927 roku służył na różnych stanowiskach w Dowództwie Floty oraz Komendzie Portu Wojennego Gdynia, był m.in. kierownikiem Rejonu Inżynieryjnego Wybrzeża Morskiego. 1 września 1931 roku wyznaczono go szefem Budownictwa Wybrzeża Morskiego we Flocie i Obszarze Nadmorskim. Na tym stanowisku kierował budową Warsztatów Portowych Marynarki Wojennej, a także uczestniczył w pracach nad budową portu w Gdyni. Z dniem 1 stycznia 1934 roku awansował na komandora podporucznika. W marcu 1939 pełnił służbę w Komendzie Portu Wojennego Gdynia na stanowisku szefa budownictwa Wybrzeża Morskiego.
4 września 1939 roku sformował batalion marynarzy na bazie Kadry Floty. Jednostka weszła w skład Lądowej Obrony Wybrzeża i walczyła na linii Rumia–Pierwoszyno. Kmdr ppor. inż. Zygmunt Horyd poległ 12 września w natarciu pod Mostami prowadząc tyralierę marynarzy do ataku na bagnety. Jego ciało ekshumowano ze zbiorowej mogiły i pochowano na cmentarzu Witomińskim (kwatera 1-4-2). Pogrzeb odbył się 6 października 1939. Jego symboliczny grób znajduje się na cmentarzu Powązkowskim w Warszawie (kwatera 272-1-25,26).
Był żonaty, miał dwie córki: Wandę (ur. 25 stycznia 1923) i Marię (ur. 8 października 1927).
W latach 1995–2002 imieniem „Komandora Podporucznika Inżyniera Zygmunta Horyda” wyróżniony był stacjonujący w Gdyni – Babich Dołach 3 batalion zabezpieczenia Brygady Lotnictwa Marynarki Wojennej. Po rozwiązaniu batalionu imię przejęła utworzona w jego miejsce 43 Baza Lotnicza, która z dniem 1 stycznia 2011 roku została przeformowana w 43 Bazę Lotnictwa Morskiego. Nosi je również ulica w Gdyni – Pogórzu.

## Ordery i odznaczenia
- Krzyż Złoty Orderu Wojennego Virtuti Militari[10][b] pośmiertnie
- Krzyż Srebrny Orderu Wojskowego Virtuti Militari nr 4461[1] – 1921[11][12]
- Krzyż Niepodległości – 28 grudnia 1933 „za pracę w dziele odzyskania niepodległości”[13][2], zamiast uprzednio (2 sierpnia 1931) nadanego Medalu Niepodległości[14]
- Order Krzyża Grunwaldu III klasy pośmiertnie
- Krzyż Walecznych[15][16]
- Srebrny Krzyż Zasługi (10 listopada 1928)[17]
- Medal Pamiątkowy za Wojnę 1918–1921[15]
- Medal Dziesięciolecia Odzyskanej Niepodległości[15]